# Frampton Comes Alive!
Frampton Comes Alive! è un doppio album live del musicista arena rock Peter Frampton, pubblicato nel 1976.

## Il Disco
Il lavoro è il primo album dal vivo di Frampton. Fu realizzato assemblando le registrazioni di quattro concerti effettuati in altrettante località durante il tour compiuto dal cantante-chitarrista nel 1975:
1. Winterland di San Francisco (California);
2. Marin County Civic Center di San Rafael (California);
3. Island Music Center di Commack presso Long Island (New York);
4. State University of New York presso Plattsburgh (New York)[3].

Ottenne un grande successo, risultando essere a tutt'oggi l'album live più venduto di sempre. Nel 2001, in occasione del venticinquennale della pubblicazione, fu messa in commercio una nuova edizione SACD con quattro tracce aggiuntive oltre a sostanziali cambiamenti nella sequenza cronologica dei brani, probabilmente con l'intento (da parte dei compilatori) di rispecchiare più fedelmente la scaletta dei concerti. Il brano finale Day's Dawning è tratto in realtà da una esibizione radiofonica.

## Tracce

### Doppio LP
Testi e musiche di Peter Frampton, eccetto dove indicato.
Lato A
1. Introduction / Something's Happening – 5:54
2. Doobie Wah – 5:28 (Peter Frampton, Rick Wills, John Headley-Down)
3. Show Me the Way – 4:42
4. It's a Plain Shame – 4:21

Durata totale: 20:25
Lato B
1. All I Want to Be (Is by Your Side) – 3:27
2. Wind of Change – 2:47
3. Baby, I Love Your Way – 4:43
4. I Wanna Go to the Sun – 7:02

Durata totale: 17:59
Lato C
1. Penny for Your Thoughts – 1:23
2. (I'll Give You) Money – 5:39
3. Shine On – 3:35
4. Jumpin' Jack Flash – 7:45 (Mick Jagger, Keith Richards)

Durata totale: 18:22
Lato D
1. Lines On My Face – 7:06
2. Do You Feel Like We Do – 14:15 (Rick Wills, Mick Gallagher, John Siomos, Peter Frampton)

Durata totale: 21:21

### 25th Anniversary Deluxe Edition (2001)
CD 1
1. Introduction / Something's Happening – 5:56 (Peter Frampton)
2. Doobie Wah – 5:43 (Peter Frampton,John Headley-Down,Rick Wills)
3. Lines On My Face – 6:59 (Peter Frampton)
4. Show Me The Way – 4:32 (Peter Frampton)
5. It's A Plain Shame – 4:03 (Peter Frampton)
6. Wind Of Change – 2:57 (Peter Frampton)
7. Just The Time Of Year – 4:21 (Peter Frampton)
8. Penny For Your Thoughts – 1:34 (Peter Frampton)
9. All I Wanna Be (Is By Your Side) – 3:08 (Peter Frampton)
10. Baby, I Love Your Way – 4:41 (Peter Frampton)
11. I Wanna Go To The Sun – 7:15 (Peter Frampton)

Durata totale: 51:09
CD 2
1. Nowhere's Too Far (For My Baby) – 4:49 (Peter Frampton)
2. (I'll Give You) Money – 5:46 (Peter Frampton)
3. Do You Feel Like We Do – 13:46 (Peter Frampton,Mick Gallagher,John Siomos,Rick Wills)
4. Shine On – 3:29 (Peter Frampton)
5. White Sugar – 4:43 (Peter Frampton)
6. Jumping Jack Flash – 7:40 (Mick Jagger, Keith Richards)
7. Day's Dawning – 3:34 (Peter Frampton)

Durata totale: 43:47

## Formazione
- Peter Frampton - chitarre, canto e talk-box;
- John Siomos - batteria;
- Bob Mayo - chitarra, cori, piano Fender Rhodes, organo e pianoforte;
- Stanley Sheldon - basso elettrico e cori.

## Classifiche

### Classifiche settimanali
| Classifica (1976/77) | Posizione massima |
| -------------------- | ----------------- |
| Australia            | 8                 |
| Canada               | 1                 |
| Francia              | 7                 |
| Germania             | 4                 |
| Italia               | 16                |
| Nuova Zelanda        | 3                 |
| Paesi Bassi          | 2                 |
| Regno Unito          | 6                 |
| Spagna               | 1                 |
| Stati Uniti          | 1                 |
| Svizzera             | 10                |

### Classifiche di fine anno
| Classifica (1976) | Posizione |
| ----------------- | --------- |
| Australia         | 25        |
| Canada            | 1         |
| Nuova Zelanda     | 11        |
| Paesi Bassi       | 9         |
| Regno Unito       | 16        |
| Stati Uniti       | 1         |
| Classifica (1977) | Posizione |
| Australia         | 13        |
| Canada            | 9         |
| Germania          | 23        |
| Nuova Zelanda     | 9         |
| Stati Uniti       | 14        |